# Museo Ziem
Il Museo Ziem si trova nella zona centrale del comune francese di Martigues, nel dipartimento delle Bocche del Rodano della regione Provenza. Vi sono esposte principalmente pitture del XIX secolo di artisti provenzali e una buona parte dell'opera di Félix Ziem.

## Origine
Il Museo Ziem è stato creato nel 1908, tre anni prima della morte dello stesso Ziem, a seguito della donazione alla città di Martigues, da parte dell'artista, di una prima stesura del suo quadro "Toulon, visite du président Émile Loubet aux escadres française et italienne en avril 1901". Dal 1982 il museo è collocato in un'ex caserma doganale opportunamente ristrutturata e adattata.
Dedicato alle belle arti sin dalla sua fondazione, questo museo comunale si è via via arricchito di numerose collezioni: da quelle archeologiche a quelle etnografiche, sino ad importanti fondi di arte contemporanea.
La produzione pittorica di Félix Ziem presente nel museo è costituita da numerosi quadri ad olio e da diverse opere grafiche.

## Collezioni esposte
- Opere di Félix Ziem, paesaggi di Venezia, Costantinopoli e Martigues
- Opere della "scuola di Marsiglia": Émile Loubon, Paul Guigou, Jean-Baptiste Olive
- Paesaggi di Raoul Dufy, André Derain, Francis Picabia
- Collezioni di ex-voto dipinti e in forma di gioielli: "Il tesoro della Vergine"
- Oggetti provenienti dagli scavi di diversi siti archeologici di Martigues
- Arte contemporanea: Claude Viallat, André-Pierre Arnal, Ernest Pignon-Ernest, Georges Autard

## Principali mostre in omaggio a Félix Ziem
- 1994: Félix Ziem, peintre voyageur, peintures
- 1995: Félix Ziem, peintre voyageur, œuvres graphiques
- 2001: Félix Ziem, la traversée d'un siècle
- 2008: Les Vies de Ziem, in occasione del centenario del museo
- 2008: Le XIX secolo de Ziem, in occasione del centenario del museo
- 2008: Le musée (de) Ziem, in occasione del centenario del museo
- 2011: Les Ziem du Petit Palais, Paris
- 2013-2014: Félix Ziem, peintures

## Galleria d'immagini
Opere di Félix Ziem

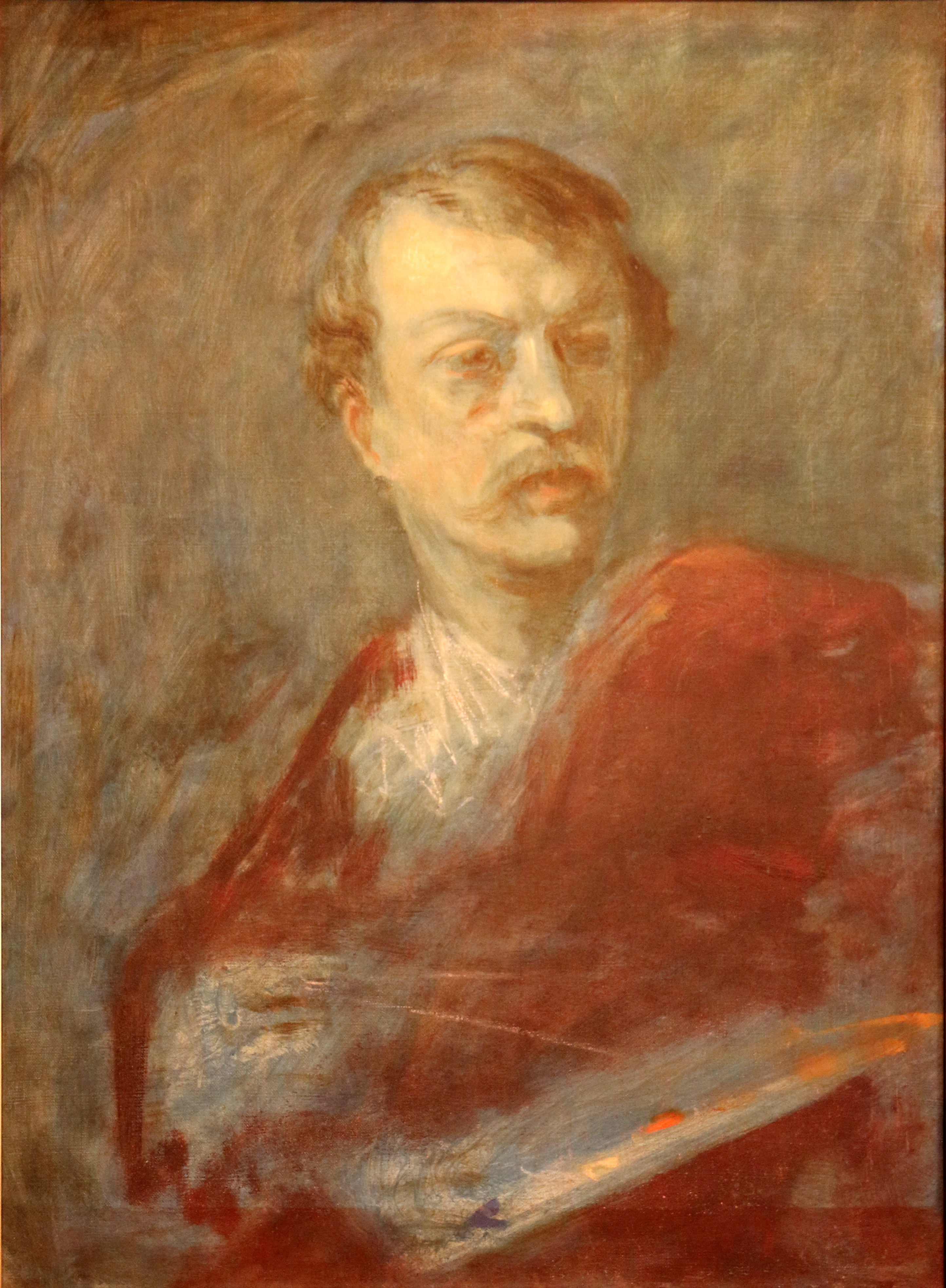
Autoritratto
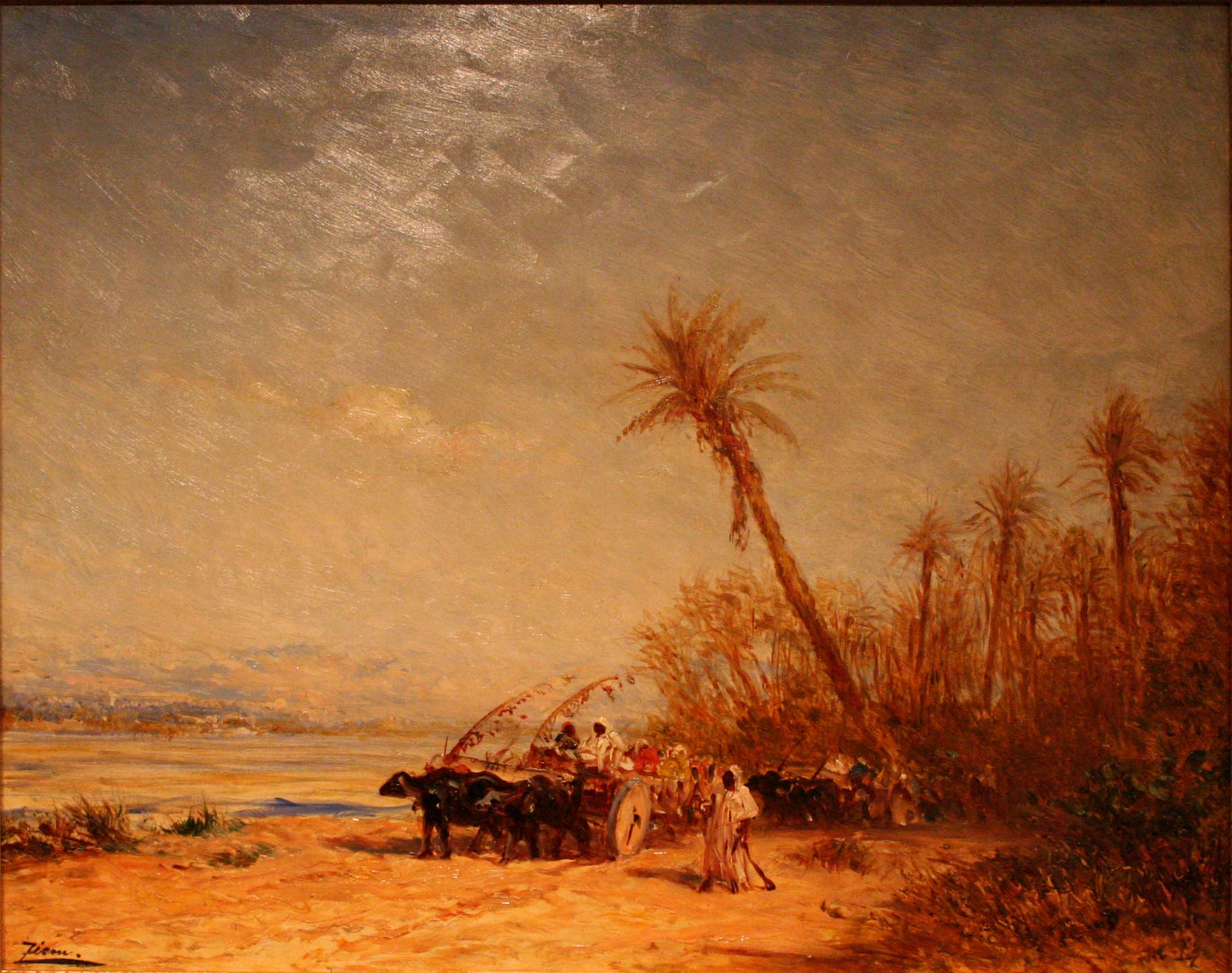
Paesaggio dell'Asia minore
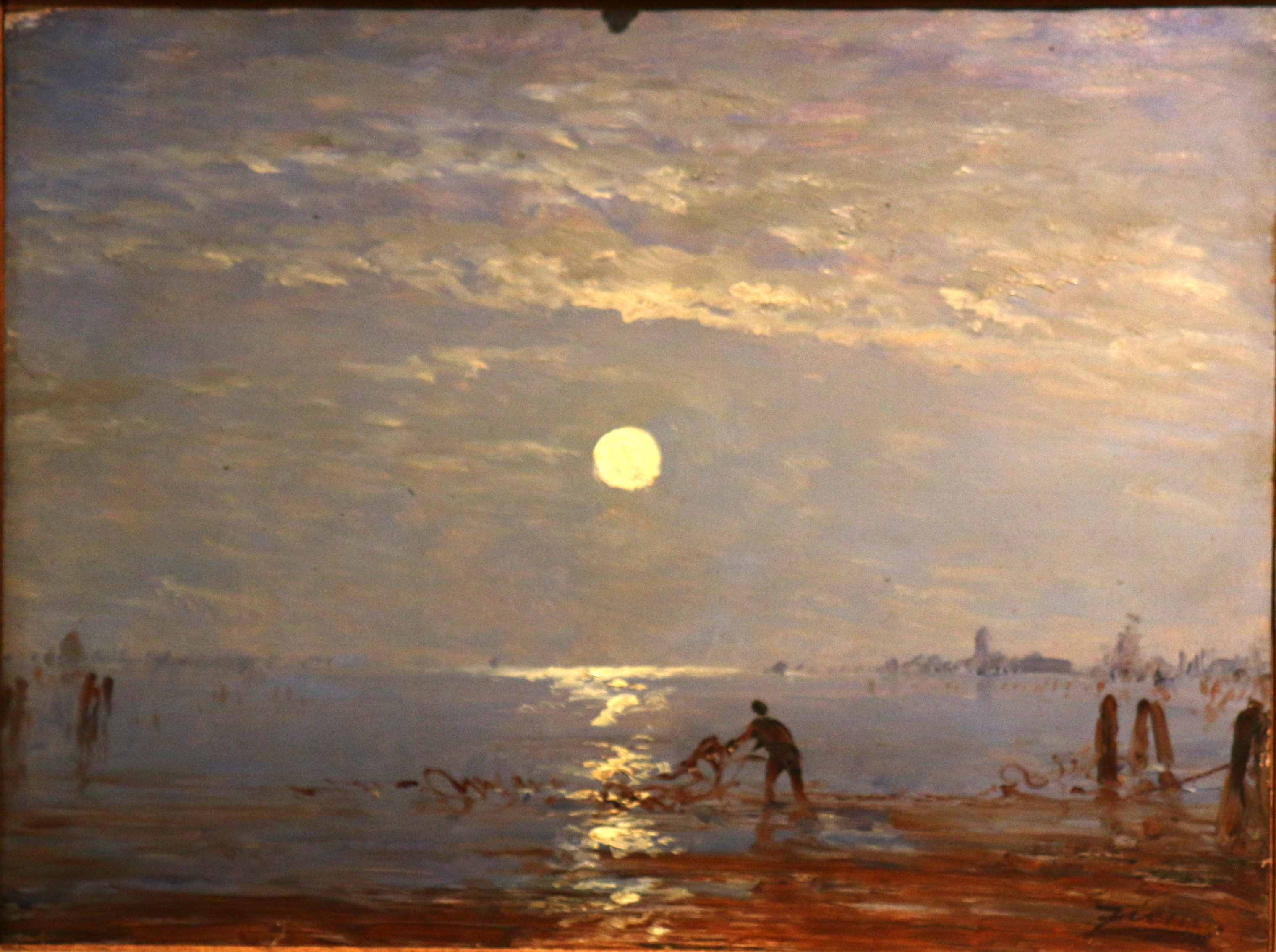
Pescatori al chiaro di luna
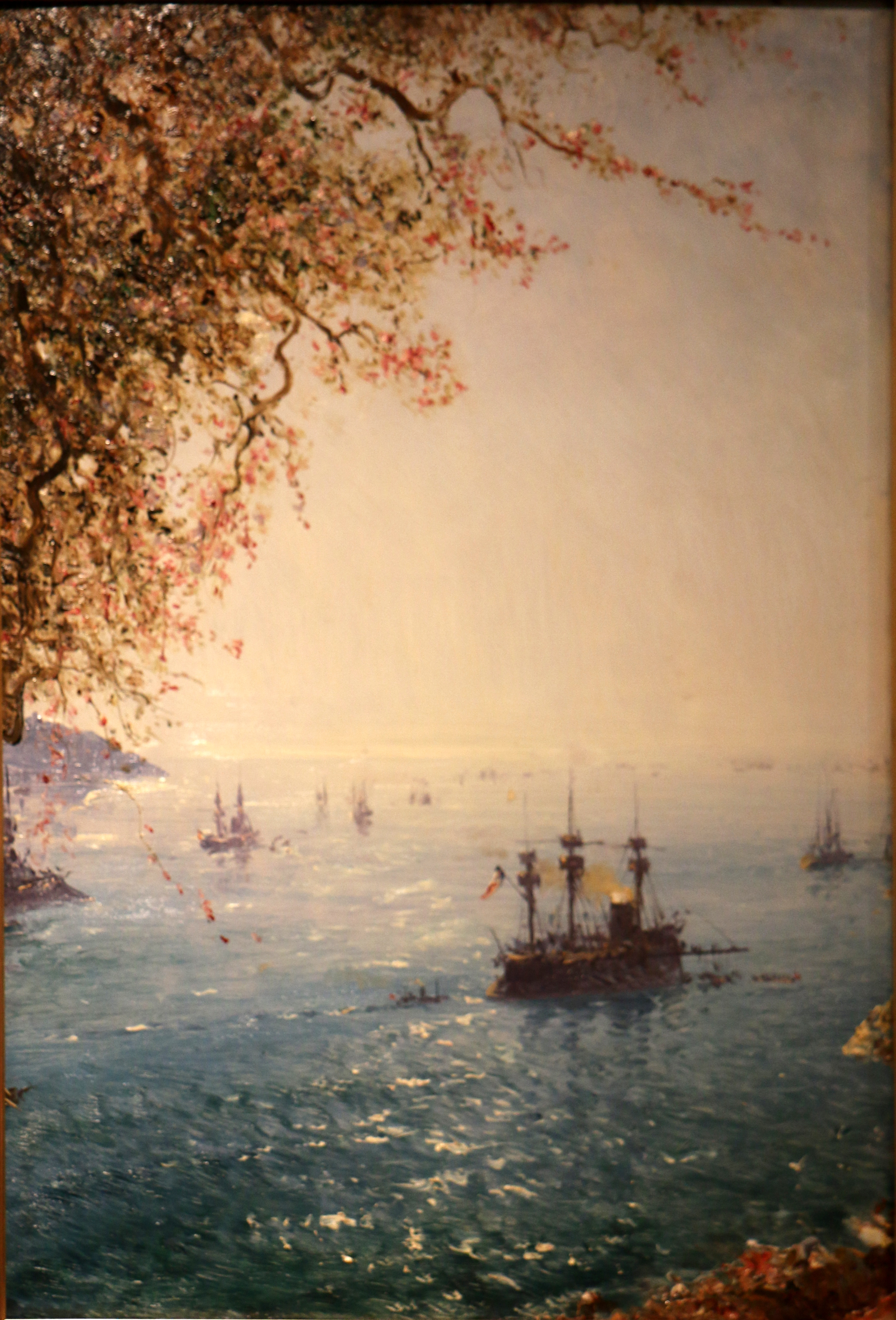
Villefranche-sur-Mer
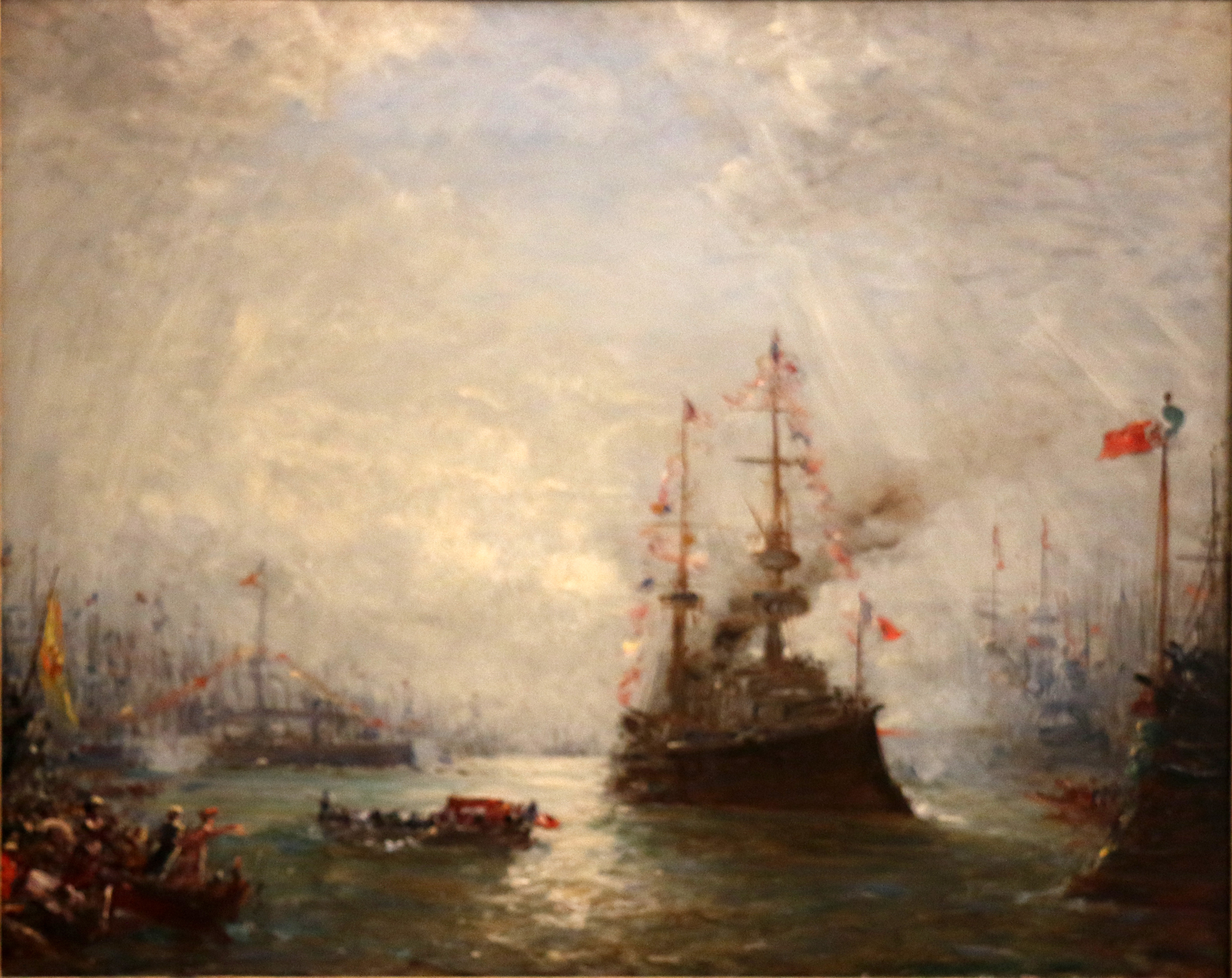
Tolone
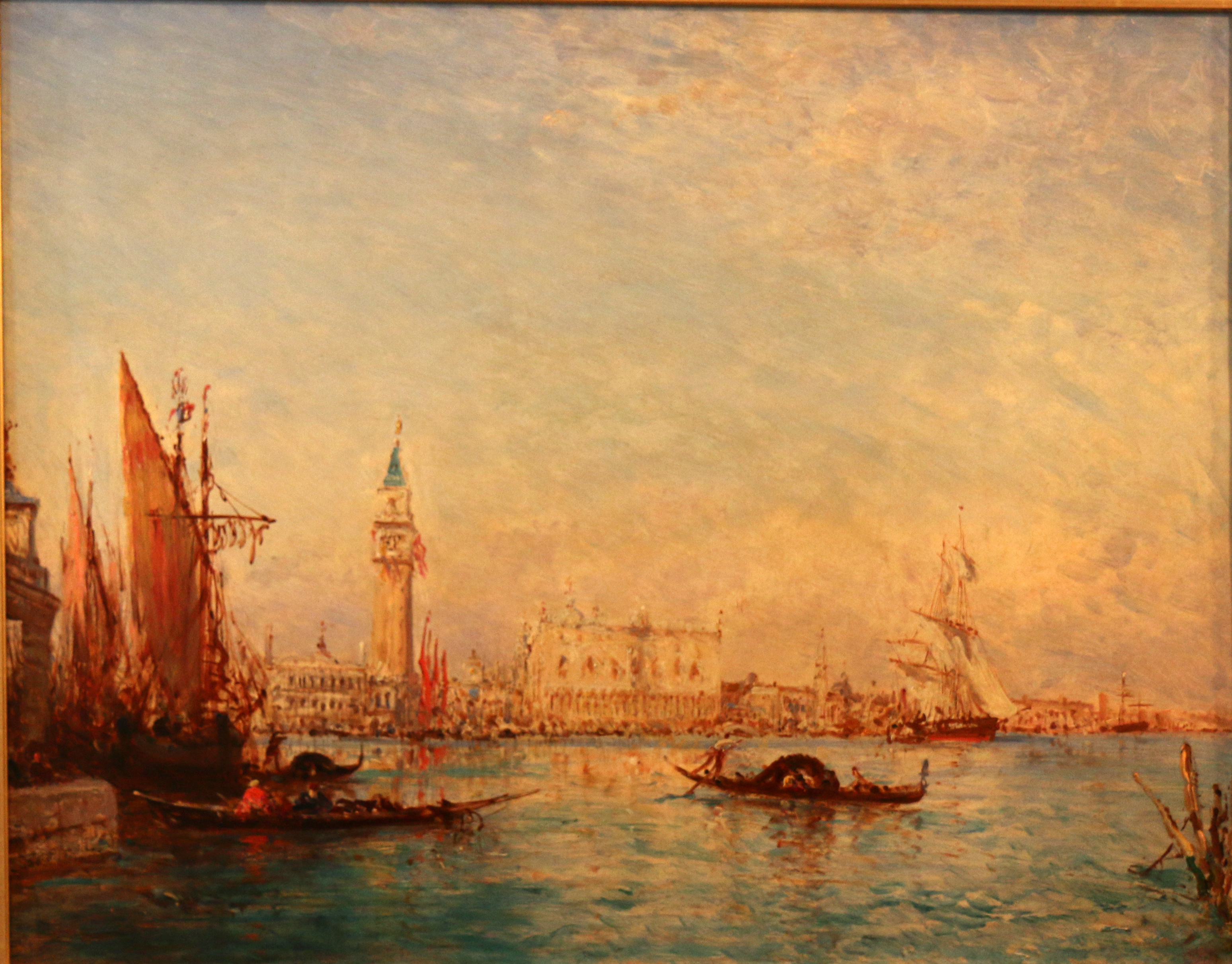
Venezia vista da S.Giorgio
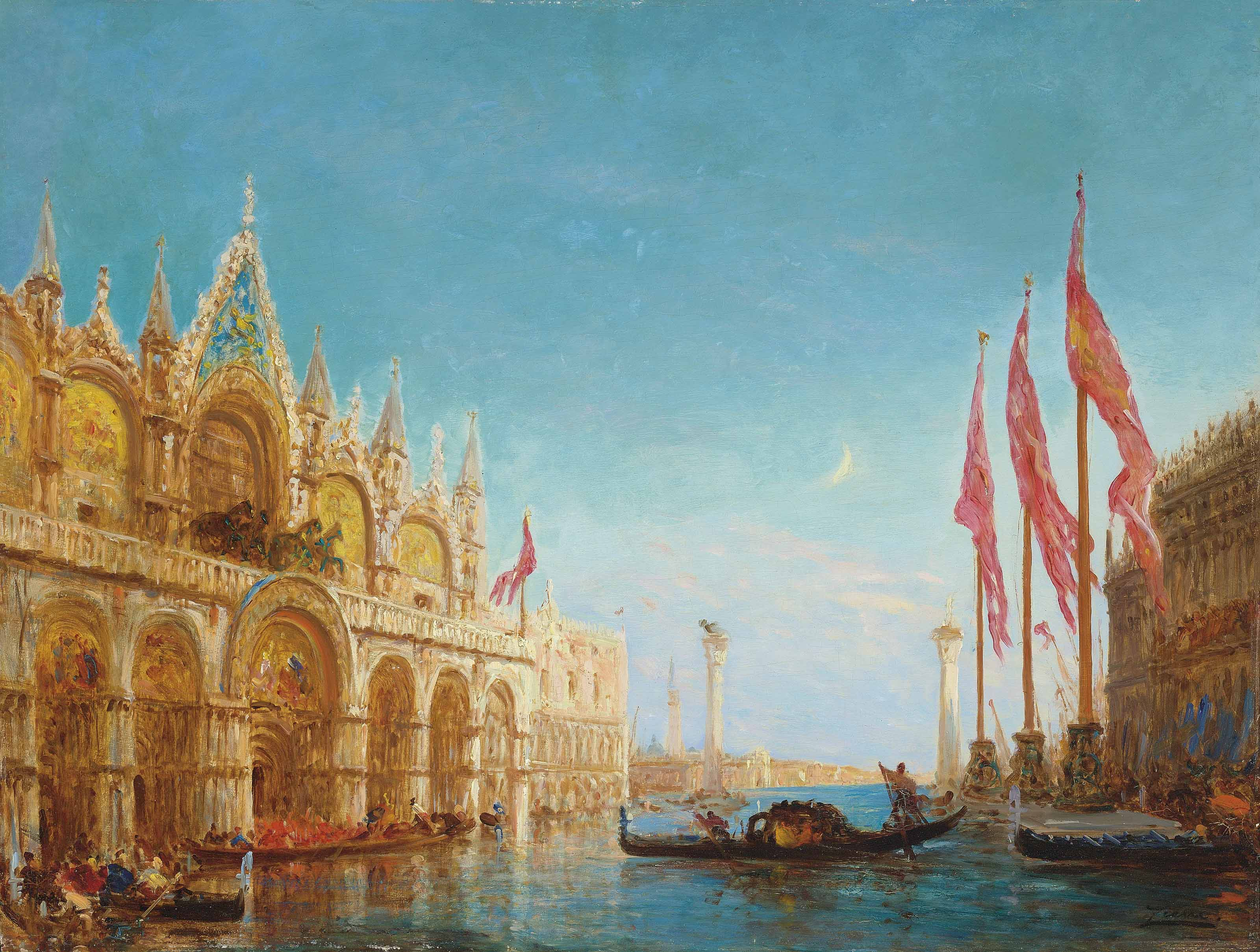
L'acqua alta a Venezia
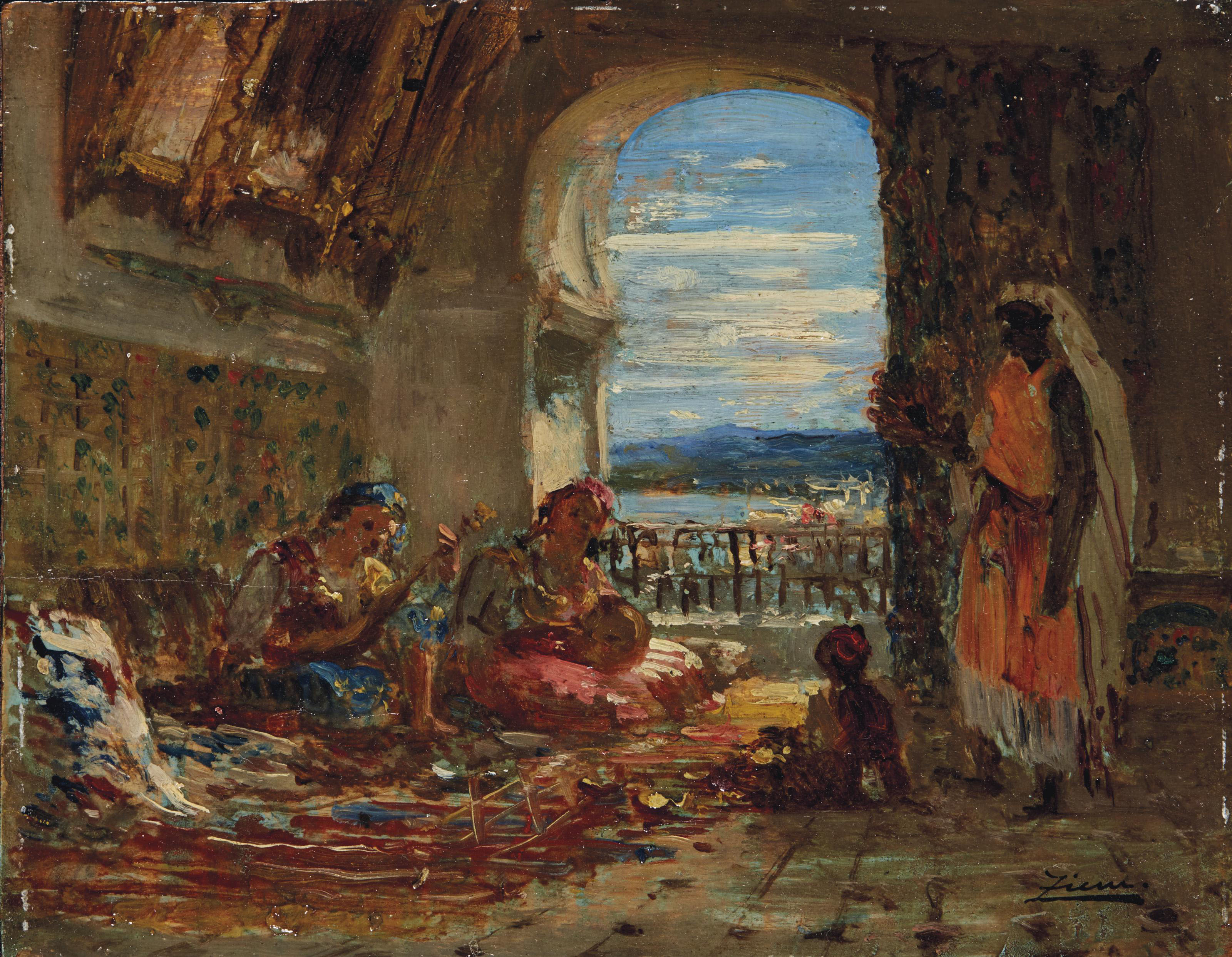
Donne nell'harem
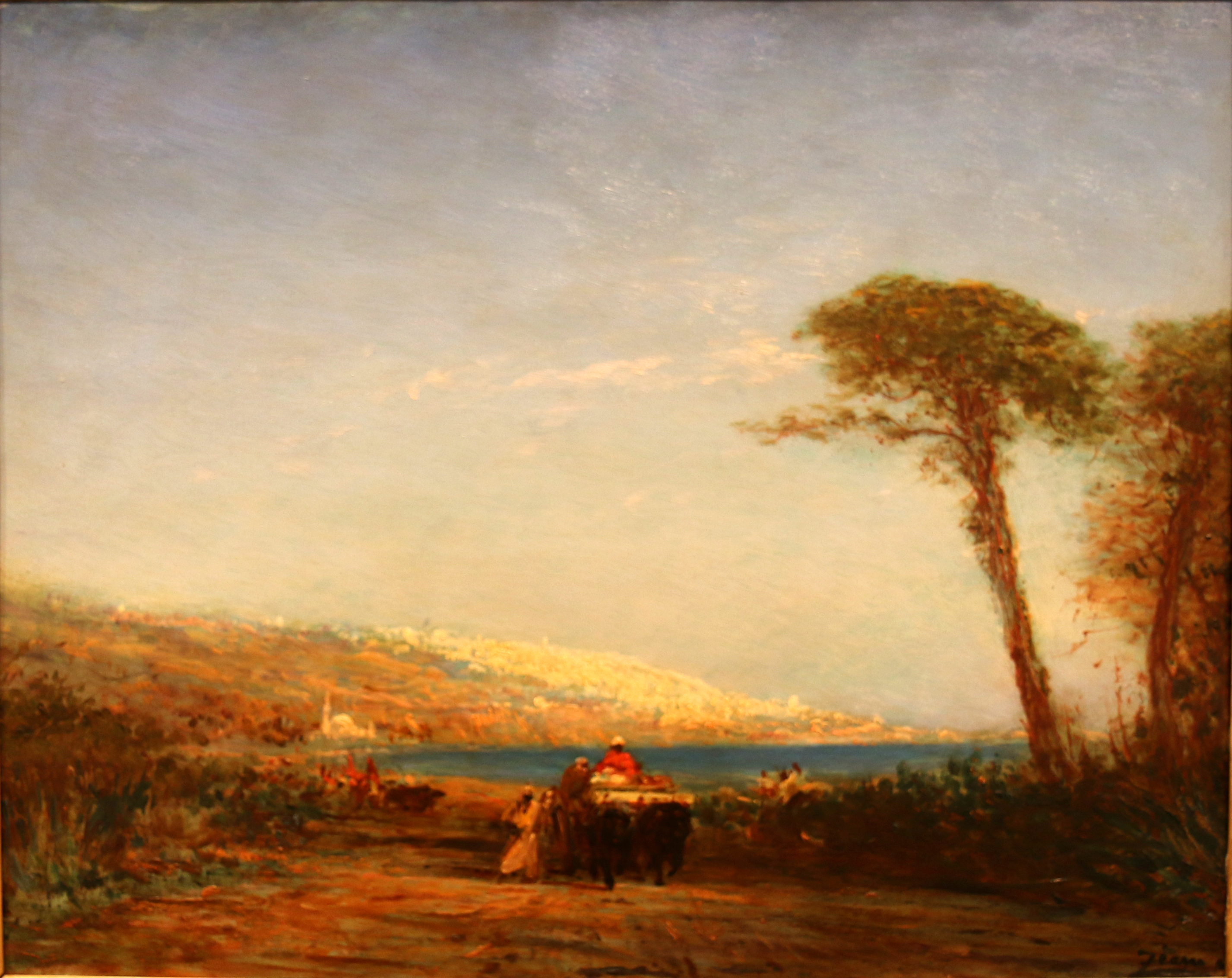
Le rive del Bosforo

## Collegamenti esterni

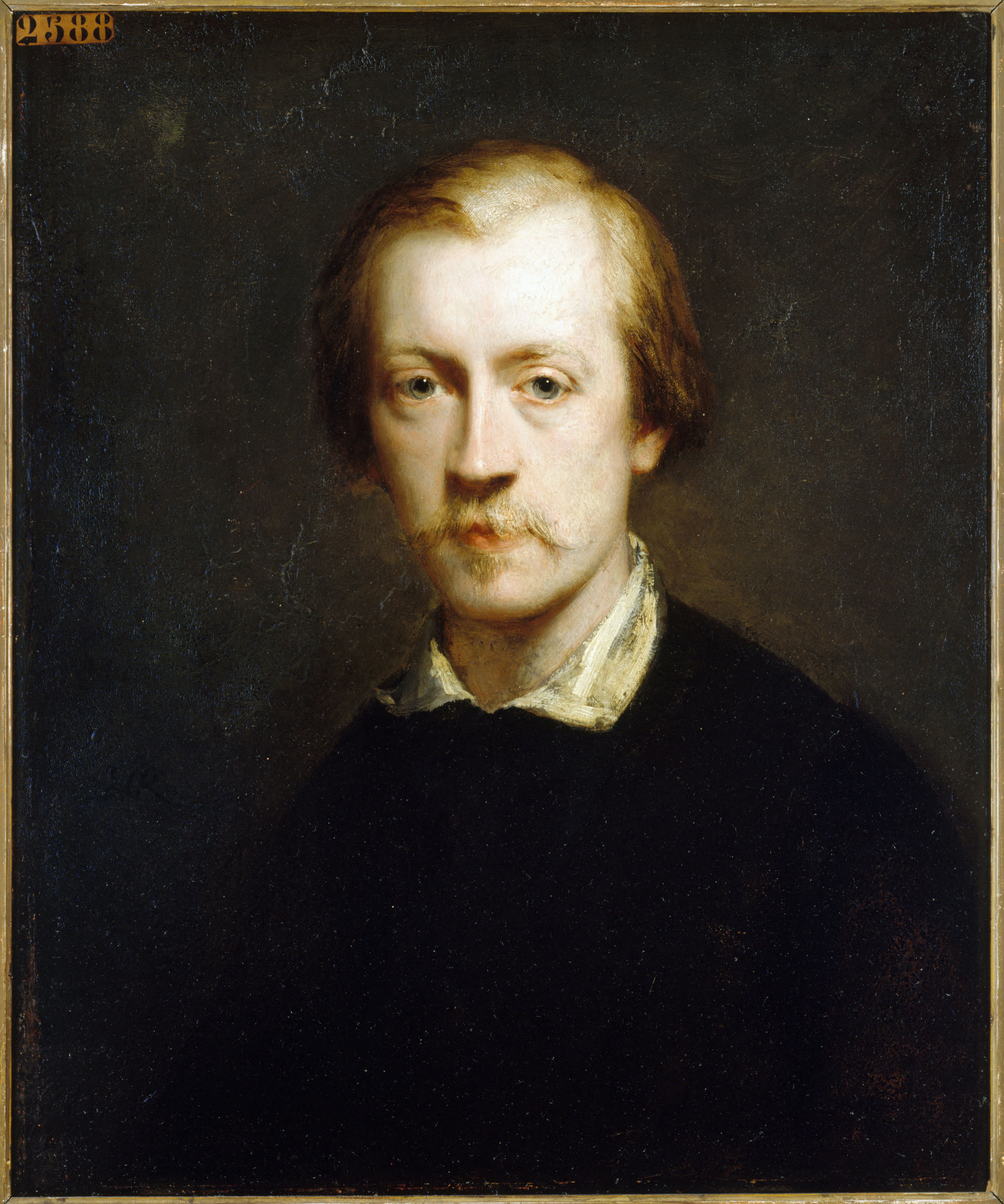
Félix Ziem Ritratto di Louis-Gustave Ricard